# Челопек (Брвеница)
Челопек (мкд. Челопек) је насељено место у Северној Македонији, у северозападном делу државе. Челопек припада општини Брвеница.

## Географски положај
Насеље Челопек је смештено у северозападном делу Северне Македоније. Од најближег већег града, Тетова, насеље је удаљено 10 km јужно.
Челопек се налази у доњем делу историјске области Полог. Насеље је положено у источном делу Полошког поља. Западно од насеље се пружа поље, док се ка истоку издиже Сува гора. Западно од села протиче Вардар. Надморска висина насеља је приближно 470 метара.
Клима у насељу је умерено континентална.

## Становништво
По попису становништва из 2002. године Челопек је имао 5.287 становника.
Претежно становништво у насељу су Албанци (91%), а у мањини су етнички Македонци (9%). 
Већинска вероисповест у насељу је ислам, а мањинска православље. Почетком 20. века удео православних становника је био много већи.